# Ivan Kosirnik (liječnik)
Ivan Kosirnik (Studenice pri Poljčana, kraj Rogaške Slatine, Slovenija, 28. svibnja 1847. – Zagreb, 19. lipnja 1924.), hrvatski liječnik i istaknuti športski djelatnik slovenskog podrijetla. Jedan od najslavnijih liječnika starog Zagreba koncem 19. i početkom 20. stoljeća.

## Životopis
Rođen u Studenicama kod Rogaške Slatine. U Celju je pohađao gimnaziju. Medicinu je studirao u Grazu od 1868. do 1876. godine. Po diplomiranju odmah se zaposlio kao pomoćni liječnik na odjelu za izvanjske bolesti Bolnice milosrdne braće u Zagrebu sve do 1878. godine. Od 1878. do 1914. radio je u Bolnici milosrdnih sestara u Zagrebu. Pomoćni liječnik odnosno sekundarijus od 1878., primarijus od 1883., predstojnik internog odjela od 1890. godine. Predsjedavao je Zemaljskim zdravstvenim vijećem od 1894. godine. Ravnateljem bolnice postao je 1895. godine. Bio je jednim od najuglednijih hrvatskih liječnika. Od 1897. predsjednik Hrvatskoga liječničkog zbora (Sbora liečnika kraljevina Hrvatske i Slavonije od 24. siječnja 1907. do 30. siječnja 1913. godine) do 1913. godine.  Član časnog suda Sbora bio je od 1902. do 1906. godine. Kao gradski kotarski liječnik u Zagrebu radio je deset godina. Organizacija zavoda njegovo je delo. Bio je državni sanitetni vijećnik. U mirovinu je otišao 1915. godine. 
Vatrogasni liječnik, u povjerenstvima za prokušavanje vatrogasne opreme.
Bio je prvim predsjednikom Hrvatskoga sklizalačkog društva (Hrvatskog klizačkog društva) te član-utemeljitelj Hrvatskoga sokola i Hrvatskoga planinarskoga društva. Hrvatskim sklizalačkim društvom predsjedavao je oko 30 godina. Bio je počasni član zagrebačke obrane od požara i Društva zdravnikov na Kranjskem. Odlikovan naslovom kraljevskog
savjetnika.
Umro je 1924. i pokopan je na Mirogoju.

## Djela
Priredio je priručnike o prvoj pomoći (Prva pomoć kada tko nastrada, Prva pomoć kod nenadanih nesreća, izdanje Zajednica hrv.-slav. dobr. vatrogasnih družtava, 1891.) i higijeni (Higijena ili nauka o zdravlju). Pisao za Liječnički vjesnik.

## Vanjske poveznice
- Hrvatski radio  Arhivirana inačica izvorne stranice od 21. listopada 2018. (Wayback Machine) Zagrebački vremeplov: Ivan Kosirnik, emitirano 19. lipnja 2015.